# Herman van Boom
Hermanus Marinus (Herman) van Boom (Utrecht, 9 februari 1809 – aldaar, 5 januari 1883) was een Nederlands fluitist.
Hij werd geboren binnen het gezin van fluitist/componist Johannes Eduardus Gerardus van Boom en diens tweede vrouw Maria Geertruida van der Linden. Hij was getrouwd met Henriëtte van Dijk en later met Hortense Theresia Alexandrine Bertault. Zij liggen begraven op Begraafplaats Soestbergen te Utrecht. Broer Johan van Boom was pianist, zuster Maria Geertruida van Boom was harpiste. Hij ontving in 1862 het ridderkruis van de Zweeds/Noorse Orde van Vasa (zijn broer werkte in Zweden). Hij was sinds 1859 drager van de Orde van de Eikenkroon. Hij is sinds 1860 lid van de koninklijke Zweedse Academie voor muziek in Stockholm (Kungliga Musikaliska Akademien).
Zijn muzikale opleiding kreeg hij van zijn vader en zat op jonge leeftijd al op de orkestpodia. Zo is een optreden bekend in 1822, alwaar een fluitconcert van Louis Drouet speelde. In 1826 kon hij na een auditie muzieklessen krijgen van de fluitist Jean-Louis Tulou in Parijs, die een aantal werken aan hem heeft opgedragen. Hij keerde na die opleiding terug naar Nederland, alwaar hij in 1830 fluitist (orkestlid, solist en kamermuzikant) werd van het orkest van Felix Meritis. Hij was daar opvolger van Arnoldus Dahmen. Hij was tevens hofmusicus van koning Willem III van Nederland. Hij gaf ook concerten in het Haagse Diligentia. Hij was voorts enige tijd (ere-)voorzitter van Maatschappij Caecilia.
Johann Wilhelm Wilms droeg diens Concertino in g mineur aan Herman van Boom op. Johannes Bernardus van Bree componeerde zijn Concertino voor twee fluiten mede voor hem. Van Boom schreef zelf een Fantaisie voor fluit.
- International Standard Name Identifier: 0000 0003 9668 0292
- Nederlandse Thesaurus van Auteursnamen: 14454380X
- Virtual International Authority File: 291662307